# Alarum
Az Alarum 2025-ben bemutatott amerikai bűnügyi akcióthriller, amelyet Michael Polish rendezett. A főbb szerepekben Scott Eastwood, Sylvester Stallone, Willa Fitzgerald, Mike Colter, Ísis Valverde és D. W. Moffett látható.
Az Amerikai Egyesült Államokban 2025. január 17-én mutatták be a mozikban, illetve Video on Demand szolgáltatáson keresztül.

## Cselekmény
A két kém, Joe és Laura renegátokká válnak, hogy összeházasodhassanak és békében élhessenek. Elszigetelt faházukat azonban különböző hírszerző ügynökségek támadják meg, többek között Chester ügynök. Mindannyian egy pendrive-ot keresnek, amelyet a pár egy lezuhant repülőgép roncsaiból lopott el.

## Szereplők
| Szerep             | Színész            | Magyar hang       |
| ------------------ | ------------------ | ----------------- |
| Joe Travers ügynök | Scott Eastwood     | Fehér Tibor       |
| Chester ügynök     | Sylvester Stallone | Gáti Oszkár       |
| Laura ügynök       | Willa Fitzgerald   | Nemes Takách Kata |
| Orlin              | Mike Colter        | Egressy G. Tamás  |
| Bridgette Rousseau | Ísis Valverde      | Laurinyecz Réka   |
| Burbridge igazgató | D. W. Moffett      | Kapácsy Miklós    |

### Magyar változat
- Magyar szöveg: Kwaysser Erika
- Hangmérnök és vágó: Szabó Péter
- Gyártásvezető: Szántai Szófia
- Szinkronrendező: Bartucz Attila
- Produkciós vezető: Nagy Borús Levente

A szinkront a Budapest Audio készítette el.

## A film készítése
A film 5 863 392 dolláros összeget kapott az Ohio Motion Picture Tax Credit Programtól 2024. február 13-án. 2024 májusában bejelentették, hogy a Signature Entertainment megszerezte a film brit és ír forgalmazási jogait.
A forgatás február 26-án kezdődött az ohiói Oxfordban, a Hueston Woods State Parkban, és május 14-én fejeződött be.